# Vályi Nagy Ervin
Vályi Nagy Ervin (Budapest, 1924. november 11. – Budapest, 1993. december 4.) magyar református lelkész, teológus.

## Életpályája
1944-ben elvégezte a Ludovika Akadémiát. Hadnagyként került a frontra; egy ideig hadifogságban is volt Rostockban. 1946-ban jelentkezett a Pápai Református Teológiai Akadémiára. 1947–1948 között Strasbourgban az Egyházak Világtanácsa (EVT) ösztöndíjasaként teológiát tanult. 1948-tól református lelkész volt Csurgón.
Az 1956-os forradalom alatt a csurgói és a Csurgói Járási Nemzeti Bizottság tagja volt. 1957-ben letartóztatták, két hónapig vizsgálati fogságban volt. Balatonlellére internálták, ahol 1957–1964 között teljesített lelkészi szolgálatot.
1965-ben Az egyház dialogikus lényege című disszertációjával szerzett a Bázeli Egyetemen teológiai doktori címet. A dolgozat a Reinhardt Kiadónál Kirche als Dialog címen jelent meg németül. Az angol fordítás 1968-ban Church as Dialog címen látott napvilágot Philadelphiában. 1965–1980 között a Magyarországi Református Egyház Felekezettudományi Intézetében tudományos munkatárs, majd kutató professzor volt. 1968–1975 között az Egyházak Világtanácsa (EVT) Hit és Egyházszervezet bizottságának tagja volt.
1973–1974 között a Mainzi Egyetemen vendégprofesszor volt.
1980-tól a Németajkú Református Gyülekezet lelkésze volt. 1980–1985 között a Budapesti Református Teológiai Akadémia Rendszeres Teológiai tanszék professzora volt. 1984-ben megjelent a Nyugati teológiai irányzatok századunkban című könyve.
1993-ban volt a Minden idők Peremén. Válogatott írások című könyvének bemutatója.
Temetése a Farkasréti temetőben volt (11/5-1-9/10).

## Családja
Édesapja a magyar királyi honvédség őrnagya volt; édesanyja gazdálkodó családból származott.

## Művei
- Az egyház dialogikus lényege (1965)
- Etika (1983; 1999)
- Nyugati teológiai irányzatok századunkban (1984)
- A szűz és a cigány (1986)
- Az Úr szolgálóleánya (1988)
- Minden idők Peremén. Válogatott írások (1993)
- Harc a szerelemért (1997)